# Étoile de Bessèges 2000
L'Étoile de Bessèges 2000, trentesima edizione della corsa, si svolse dal 2 al 6 febbraio su un percorso di 672 km ripartiti in 6 tappe. Fu vinta dal belga Jo Planckaert della Cofidis, che bissò il successo di due anni prima, davanti all'estone Jaan Kirsipuu e al belga Chris Peers.

## Tappe
| Tappa  | Data       | Percorso                                    | km  | Vincitore di tappa | Leader cl. generale |
| ------ | ---------- | ------------------------------------------- | --- | ------------------ | ------------------- |
| 1ª     | 2 febbraio | La Ciotat > Aubagne                         | 145 | Jaan Kirsipuu      | Jaan Kirsipuu       |
| 2ª     | 3 febbraio | Miramas > Miramas                           | 138 | Jean-Patrick Nazon | Jaan Kirsipuu       |
| 3ª     | 4 febbraio | Nîmes > Les Fumades                         | 76  | Jaan Kirsipuu      | Jaan Kirsipuu       |
| 4ª     | 4 febbraio | Les Fumades > Les Fumades (cron. a squadre) | 28  | Cofidis            | Jo Planckaert       |
| 5ª     | 5 febbraio | Alès > La Grande Combe                      | 144 | Jean-Patrick Nazon | Jo Planckaert       |
| 6ª     | 6 febbraio | Bessèges > Bessèges                         | 141 | Jaan Kirsipuu      | Jo Planckaert       |
| Totale | Totale     | Totale                                      | 672 |                    |                     |

## Dettagli delle tappe

### 1ª tappa
- 2 febbraio: La Ciotat > Aubagne – 145 km

| Pos. | Corridore      | Squadra      | Tempo    |
| ---- | -------------- | ------------ | -------- |
| 1    | Jaan Kirsipuu  | AG2R         | 3h23'52" |
| 2    | Jo Planckaert  | Cofidis      | s.t.     |
| 3    | Paul Van Hyfte | Lotto-Adecco | s.t.     |

| Pos. | Corridore      | Squadra      | Tempo    |
| ---- | -------------- | ------------ | -------- |
| 1    | Jaan Kirsipuu  | AG2R         | 3h23'52" |
| 2    | Jo Planckaert  | Cofidis      | s.t.     |
| 3    | Paul Van Hyfte | Lotto-Adecco | s.t.     |

### 2ª tappa
- 3 febbraio: Miramas > Miramas – 138 km

| Pos. | Corridore          | Squadra | Tempo    |
| ---- | ------------------ | ------- | -------- |
| 1    | Jean-Patrick Nazon | FDJ     | 3h13'07" |
| 2    | Jaan Kirsipuu      | AG2R    | s.t.     |
| 3    | Oscar Cavagnis     | Alexia  | s.t.     |

| Pos. | Corridore      | Squadra      | Tempo    |
| ---- | -------------- | ------------ | -------- |
| 1    | Jaan Kirsipuu  | AG2R         | 6h36'41" |
| 2    | Jo Planckaert  | Cofidis      | a 9"     |
| 3    | Paul Van Hyfte | Lotto-Adecco | a 12"    |

### 3ª tappa
- 4 febbraio: Nîmes > Les Fumades – 76 km

| Pos. | Corridore          | Squadra | Tempo    |
| ---- | ------------------ | ------- | -------- |
| 1    | Jaan Kirsipuu      | AG2R    | 1h52'24" |
| 2    | Jo Planckaert      | Cofidis | s.t.     |
| 3    | Jean-Patrick Nazon | FDJ     | s.t.     |

| Pos. | Corridore      | Squadra      | Tempo    |
| ---- | -------------- | ------------ | -------- |
| 1    | Jaan Kirsipuu  | AG2R         | 8h29'05" |
| 2    | Jo Planckaert  | Cofidis      | a 9"     |
| 3    | Paul Van Hyfte | Lotto-Adecco | a 12"    |

### 4ª tappa
- 4 febbraio: Les Fumades > Les Fumades (cron. a squadre) – 28 km

| Pos. | Squadra                   | Tempo  |
| ---- | ------------------------- | ------ |
| 1    | Cofidis                   | 32'49" |
| 2    | Crédit Agricole           | a 23"  |
| 3    | Ag2r Prévoyance-Décathlon | a 36"  |

| Pos. | Corridore     | Squadra | Tempo    |
| ---- | ------------- | ------- | -------- |
| 1    | Jo Planckaert | Cofidis | 9h01'57" |
| 2    | Chris Peers   | Cofidis | s.t.     |
| 3    | Jaan Kirsipuu | AG2R    | a 26"    |

### 5ª tappa
- 5 febbraio: Alès > La Grande Combe – 144 km

| Pos. | Corridore          | Squadra | Tempo    |
| ---- | ------------------ | ------- | -------- |
| 1    | Jean-Patrick Nazon | FDJ     | 3h09'11" |
| 2    | Jaan Kirsipuu      | AG2R    | s.t.     |
| 3    | Jo Planckaert      | Cofidis | s.t.     |

| Pos. | Corridore     | Squadra | Tempo     |
| ---- | ------------- | ------- | --------- |
| 1    | Jo Planckaert | Cofidis | 12h11'04" |
| 2    | Chris Peers   | Cofidis | a 22"     |
| 3    | Jaan Kirsipuu | AG2R    | a 24"     |

### 6ª tappa
- 6 febbraio: Bessèges > Bessèges – 141 km

| Pos. | Corridore       | Squadra | Tempo    |
| ---- | --------------- | ------- | -------- |
| 1    | Jaan Kirsipuu   | AG2R    | 3h18'14" |
| 2    | Nicola Minali   | Alexia  | s.t.     |
| 3    | Andy Flickinger | Festina | s.t.     |

| Pos. | Corridore     | Squadra | Tempo     |
| ---- | ------------- | ------- | --------- |
| 1    | Jo Planckaert | Cofidis | 15h29'18" |
| 2    | Jaan Kirsipuu | AG2R    | a 14"     |
| 3    | Chris Peers   | Cofidis | a 22"     |

## Classifiche finali

### Classifica generale
| Pos. | Corridore           | Squadra                   | Tempo     |
| ---- | ------------------- | ------------------------- | --------- |
| 1    | Jo Planckaert       | Cofidis                   | 15h29'18" |
| 2    | Jaan Kirsipuu       | Ag2r Prévoyance-Décathlon | a 14"     |
| 3    | Chris Peers         | Cofidis                   | a 22"     |
| 4    | Nico Mattan         | Cofidis                   | a 41"     |
| 5    | Peter Farazijn      | Cofidis                   | a 44"     |
| 6    | Frank Vandenbroucke | Cofidis                   | s.t.      |
| 7    | Paul Van Hyfte      | Lotto-Adecco              | a 51"     |
| 8    | Christopher Jenner  | Crédit Agricole           | a 1'07"   |
| 9    | Fabien De Waele     | Lotto-Adecco              | a 1'20"   |
| 10   | Arturas Kasputis    | Ag2r Prévoyance-Décathlon | s.t.      |